# SSG 랜더스의 외국인 선수 목록
이 문서는 KBO 리그 SSG 랜더스의 역대 외국인 선수에 대한 페이지이다.
2007년 김성근 감독 부임 이후 모든 외국인 선수는 투수로만 뽑다가 2014년 외국인선수 제도가 3명 보유로 확대 및 동일 포지션 3명 등록은 불가함에 따라 2006년 이후 (피커링,시오타니)처음으로 타자를 영입하였다.
2009년 투수로 크리스 니코스키(Christopher John Nitkowski)와 마이크 존슨(Mike Johnson)을 영입하였으나 존슨은 기량미달로 2경기만에 조기 퇴출 되었으며 대체 선수로 카도쿠라 켄(門倉 健)을 영입하였다. 니코스키 역시 기량미달로 6월 중순 웨이버 공시하고 게리 글로버(Gary Glover)를 영입하였다.
2010년 시즌에는 외국인 선수 교체 없이 2009년 시즌에 활약한 게리 글로버와 카도쿠라 켄이 대로 출장했다.
그러나 2010년 시즌이 끝나고 카도쿠라 켄이 무릎 부상으로 재계약에 실패하여 새로운 외국인 용병으로 2010 타이완 시리즈 MVP인 짐 매그레인과 계약했다.
그러나 짐 매그레인의 성적이 부진하면서 방출되었고 대신 브라이언 고든을 영입하였다. 브라이언 고든은 2011 시즌이 끝나고 삼성 라이온즈로 이적하였고, 게리 글로버와는 잦은 부상등을 이유로 재계약을 하지 않았다.
2012년 시즌에는 KIA 타이거즈에서 3년간 활약했던 아킬리노 로페즈와 한국프로야구 최초의 푸에르토리코 출신투수인 마리오 산티아고를 영입하였다. 하지만 아킬리노 로페즈가 어깨부상으로 경기 출장이 불투명해지자 웨이버공시하는 대신 메이저 리그에서 통산 56승을 거둔 데이브 부시를 영입하였다.
2013년 시즌에는 2명의 좌완투수 크리스 세든과 조조 레이예스를 영입하였다.
2014년 시즌에는 당초 지난 시즌 활약을 인정하여 크리스 세든과 조조 레이예스 둘 모두 재계약을 추진하였다. 하지만 크리스 세든은 선수 본인이 일본 진출을 원함에 따라 구단에선 재계약을 포기하고 그를 대신해 미국 메이저 리그 베이스볼 텍사스 레인저스 소속 우완투수 로스 울프를 영입하였으며 조조 레이예스와는 재계약에도 성공하였다. 또한 2014년부터 개선된 외국인선수 제도에 의해 외국인선수 3명 보유가 가능해졌지만 3명 모두 동일 포지션 등록은 안된다는 점에 미국 메이저 리그 베이스볼 탬파베이 레이스 소속 외야수 루크 스캇을 영입하였다. 하지만 기대와 달리 조조 레이예스는 계속 부진한 모습을 보임과 동시에 6월 17일 박석민의 머리를 맞추는 빈볼을 던지고 사과를 하지 않는 불성실한 태도로 결국 6월 23일부로 방출되었고 7월 6일 그의 대체 용병으로 트레비스 밴와트를 영입하였다. 한편, 레이예스와 함께 루크 스캇 또한 잦은 부상으로 기대에 못 미치는 활약에 문제가 되고있었는데 결국 7월 15일 이만수 감독에게 자신의 기용과 몸관리에 관련된 다소 언쟁이 높은 항명(막말)을 하는 사태까지 일어났다. 이에 따라 7월 16일 구단은 루크 스캇이 팀에 저해되는 행동을 했다고 판단하여 징계 차원에서 그를 퇴단시키기로 결정하였다. 로스 울프는 후반기 마무리투수로 전환하여 불펜의 큰 도움이 되었지만, 아들의 병 때문에 미국으로 출국한 뒤 진상봉스카우트를 통해 복귀불가의 뜻을 비쳤다.
2015년 시즌에는 트래비스 밴와트와 재계약했고, 우완투수 메릴 켈리를 영입하였다. 또한 외야수 앤드루 브라운을 영입하며 선수구성을 마쳤다. 2015년 7월 8일 트레비스 밴와트가 오정복의 타구에 팔뼈를 맞아 골절상을 입어, 결국 그의 대체선수로 크리스 세든을 재영입하게 된다.
2016년 시즌에는 지난 시즌 활약을 인정하여 크리스 세든과 메릴 켈리 투수 용병 둘 모두 재계약에 성공하였다. 그러나 타자 용병인 앤드루 브라운은 재계약에 실패하였고, 그 자리에는 2루수 헥터 고메즈가 영입되었다. 그러나 시즌 중 크리스 세든이 성적 부진으로 방출되고
브라울리오 라라가 대체선수로 영입된다.
2017년 시즌에는 메릴 켈리만 재계약하고 부진한 헥터 고메즈와 브라울리오 라라는 재계약에 실패한다. 그 자리는 스캇 다이아몬드와 대니 워스가 영입되었다. 그러나 대니 워스가 시즌 개막 직후 부상으로 경기에 전혀 출장을 못하자, 구단은 워스를 퇴출하고 제이미 로맥을 대체선수로 영입한다.
2018년 시즌에는 메릴 켈리와 제이미 로맥이 재계약에 성공하고, 스캇 다이아몬드가 방출된 자리에는 앙헬 산체스가 영입되었다.
2022년 시즌에는 제이미 로맥이 은퇴하여 대체 선수로 케빈 크론이 영입이 되었다.

## 연도별 외국인 선수
| 연도   | 투수                | 투수                                   | 투수                    | 타자              | 타자         | 타자                               | 타자     |
| 연도   | 선수                | 시즌 성적                              | 참고                    | 선수              | 포지션       | 시즌 성적                          | 참고     |
| ------ | ------------------- | -------------------------------------- | ----------------------- | ----------------- | ------------ | ---------------------------------- | -------- |
| 2000년 | 빅터 콜             | 37경기 8승 10패 2세이브, 평균자책 6.14 | 방출                    | 틸슨 브리토       | 유격수       | 103경기 15홈런 70타점, 타율 0.338  | 타격 3위 |
| 2000년 |                     |                                        |                         | 하비 풀리엄       | 중견수       | 91경기 16홈런 55타점, 타율 0.267   |          |
| 2000년 |                     |                                        |                         | 타이론 혼즈       | 외야수       | 23경기 1홈런 10타점, 타율 0.317    | 방출     |
| 2000년 |                     |                                        |                         | 헨슬리 뮬렌       | 내야수       | 14경기 1홈런 3타점, 타율 0.196     | 방출     |
| 2001년 | 페르난도 에르난데스 | 34경기 14승 13패, 평균자책 3.89        |                         | 틸슨 브리토       | 유격수       | 122경기, 22홈런 80타점, 타율 0.320 |          |
| 2001년 |                     |                                        |                         | 호세 에레라       | 중견수       | 103경기, 15홈런 63타점, 타율 0.340 |          |
| 2002년 | 페르난도 에르난데스 | 7경기 2승, 평균자책 3.82               | 시즌 중 롯데로 트레이드 | 호세 페르난데스   | 3루수        | 132경기 45홈런 107타점, 타율 0.281 |          |
| 2002년 | 대니얼 매기         | 23경기 6승 9패, 평균자책 4.69          | 퇴출                    | 제프 잉글린       | 외야수       | 78경기 6홈런 36타점, 타율 0.282    |          |
| 2002년 | 조니 러핀           | 9경기 0승 0패, 평균자책 2.60           | 퇴출                    |                   |              |                                    |          |
| 2003년 | 트래비스 스미스     | 30경기 7승 10패, 평균자책 4.20         |                         | 에디 디아스       | 3루수        | 112경기 22홈런 63타점, 타율 0.285  |          |
| 2004년 | 호세 카브레라       | 38경기, 4승 4패, 평균자책 4.65         |                         | 틸슨 브리토       | 3루수        | 102경기 13홈런 50타점, 타율 0.261  |          |
| 2005년 | 론 차바치           | 7경기 0승 0패, 평균자책 1.00           | 퇴출                    |                   |              |                                    |          |
| 2005년 | 넬슨 크루즈         | 16경기 7승 4패, 평균자책 3.00          |                         |                   |              |                                    |          |
| 2005년 | 헤수스 산체스       | 14경기 4승 4패, 평균자책 6.17          | 퇴출                    |                   |              |                                    |          |
| 2005년 | 호세 카브레라       | 4경기 0승 0패 3세이브, 평균자책 1.42   |                         |                   |              |                                    |          |
| 2006년 | 제임스 세라노       | 13경기 2승 3패, 평균자책 4.12          | 퇴출                    | 캘빈 피커링       | 1루수        | 60경기 9홈런 34타점, 타율 0.278    |          |
| 2006년 | 호세 카브레라       | 28경기 1승 3패 16세이브, 평균자책 1.63 |                         | 시오타니 가즈히코 | 내야수       | 23경기 3홈런 19타점, 타율 0.297    | 퇴출     |
| 2007년 | 케니 레이번         | 32경기17승 8패, 평균자책 3.27          |                         |                   |              |                                    |          |
| 2007년 | 마이크 로마노       | 32경기 12승 4패, 평균자책 3.69         |                         |                   |              |                                    |          |
| 2008년 | 케니 레이번         | 26경기 5승 3패, 평균자책 3.30          |                         |                   |              |                                    |          |
| 2008년 | 에스테반 얀         | 17경기 1승 2패 6세이브, 평균자책 2.15  |                         |                   |              |                                    |          |
| 2008년 | 케니 레이           | 5경기 1승 2패, 평균자책 6.64           | 퇴출                    |                   |              |                                    |          |
| 2008년 | 다윈 쿠비얀         | 3경기 1승 2패, 평균자책 12.86          | 퇴출                    |                   |              |                                    |          |
| 2009년 | 게리 글로버         | 20경기 9승 3패, 평균자책 1.96          |                         |                   |              |                                    |          |
| 2009년 | 카도쿠라 켄         | 28경기 8승 4패, 평균자책 5.00          |                         |                   |              |                                    |          |
| 2009년 | 크리스 니코스키     |                                        | 퇴출                    |                   |              |                                    |          |
| 2009년 | 마이크 존슨         | 2경기 0승 0패, 평균자책 13.50          | 퇴출                    |                   |              |                                    |          |
| 2010년 | 게리 글로버         | 22경기 6승 8패, 평균자책 5.66          |                         |                   |              |                                    |          |
| 2010년 | 카도쿠라 켄         | 30경기 14승 7패, 평균자책 3.22         |                         |                   |              |                                    |          |
| 2011년 | 게리 글로버         | 24경기 7승 6패, 평균자책 4.24          |                         |                   |              |                                    |          |
| 2011년 | 짐 매그레인         | 16경기 2승 6패, 평균자책 5.37          | 퇴출                    |                   |              |                                    |          |
| 2011년 | 브라이언 고든       | 14경기 6승 4패, 평균자책점 3.81        |                         |                   |              |                                    |          |
| 2012년 | 아킬리노 로페스     | 5경기 3승 2패, 평균자책 3.86           | 퇴출                    |                   |              |                                    |          |
| 2012년 | 마리오 산티아고     | 18경기 6승 3패, 평균자책 3.40          |                         |                   |              |                                    |          |
| 2012년 | 데이브 부시         | 17경기 4승 6패, 평균자책 4.43          |                         |                   |              |                                    |          |
| 2013년 | 크리스 세든         | 30경기 14승 6패, 평균자책 2.98         |                         |                   |              |                                    |          |
| 2013년 | 더그 슬래튼         |                                        | 계약해지                |                   |              |                                    |          |
| 2013년 | 조조 레이예스       | 30경기 8승 13패, 평균자책 4.84         |                         |                   |              |                                    |          |
| 2014년 | 조조 레이예스       | 13경기 2승 7패, 평균자책 6.55          | 퇴출                    | 루크 스캇         | 외야수(지명) | 33경기 6홈런 17타점, 타율 0.267    | 퇴출     |
| 2014년 | 트레비스 밴와트     | 11경기 9승 1패, 평균자책 3.11          |                         |                   |              |                                    |          |
| 2014년 | 로스 울프           | 23경기 2승 2패 4세이브, 평균자책 4.85  | 퇴출                    |                   |              |                                    |          |
| 2015년 | 트레비스 밴와트     | 12경기 5승 3패, 평균자책 4.63          | 퇴출                    | 앤드류 브라운     | 외야수       | 137경기 23홈런 76타점, 타율 0.261  |          |
| 2015년 | 메릴 켈리           | 30경기 11승 10패, 평균자책 4.13        |                         |                   |              |                                    |          |
| 2015년 | 크리스 세든         | 14경기 7승 5패, 평균자책 4.99          |                         |                   |              |                                    |          |
| 2016년 | 메릴 켈리           | 31경기 9승 8패, 평균자책 3.79          |                         | 헥터 고메즈       | 유격수       | 117경기 21홈런 62타점, 타율 0.283  |          |
| 2016년 | 크리스 세든         | 12경기 5승 5패, 평균자책 5.37          | 퇴출                    |                   |              |                                    |          |
| 2016년 | 브라울리오 라라     | 17경기 2승 6패, 평균자책 6.70          |                         |                   |              |                                    |          |
| 2017년 | 메릴 켈리           | 30경기 16승 7패, 평균자책 3.60         |                         | 대니 워스         | 지명타자     | 3경기 0홈런 0타점, 타율 0.111      | 퇴출     |
| 2017년 | 스캇 다이아몬드     | 24경기 10승 7패, 평균자책 4.42         |                         | 제이미 로맥       | 1루수        | 102경기 31홈런 64타점, 타율 0.242  |          |
| 2018년 | 앙헬 산체스         |                                        |                         |                   |              |                                    |          |
| 2019년 | 앙헬 산체스         |                                        |                         |                   |              |                                    |          |
| 2019년 | 헨리 소사           |                                        |                         |                   |              |                                    |          |

## 선수별 상세 성적

### 투수
| #  | 이름                | 국적            | 시즌               | 경 기 수 | 투구 이닝 | 승 리 | 패 전 | 세 이 브 | 홀 드 | 타 자 수 | 피 안 타 | 피 홈 런 | 볼 넷 | 탈 삼 진 | 몸에 맞는 공 | 실 점 | 자 책 점 | 평균 자책 | 승 률 | 주석 및 기타                |
| -- | ------------------- | --------------- | ------------------ | -------- | --------- | ----- | ----- | -------- | ----- | -------- | -------- | -------- | ----- | -------- | ------------ | ----- | -------- | --------- | ----- | --------------------------- |
| 1  | 빅터 콜             | 러시아          | 1 (2000)           | 37       | 144.1     | 8     | 10    | 1        | 2     | 533      | 116      | 12       | 78    | 71       | 5            | 84    | 78       | 6.14      | 0.444 |                             |
| 2  | 페르난도 에르난데스 | 도미니카 공화국 | 2 (2001~2002)      | 41       | 278.1     | 16    | 13    | 0        | 0     | 1203     | 237      | 25       | 145   | 260      | 19           | 129   | 115      | 3.71      | 0.552 | 2002시즌 중 롯데와 트레이드 |
| 3  | 대니얼 매기         | 미국            | 1 (2002)           | 23       | 132.1     | 6     | 9     | 0        | 0     | 589      | 127      | 10       | 81    | 124      | 5            | 80    | 69       | 4.69      | 0.400 | 퇴출                        |
| 4  | 조니 러핀           | 미국            | 1 (2002)           | 9        | 17.1      | 1     | 0     | 0        | 0     | 66       | 8        | 1        | 6     | 18       | 1            | 5     | 5        | 2.60      | 1.000 | 퇴출                        |
| 5  | 트래비스 스미스     | 미국            | 1 (2003)           | 30       | 152       | 7     | 10    | 0        | 0     | 662      | 157      | 9        | 61    | 82       | 9            | 84    | 71       | 4.20      | 0.412 |                             |
| 6  | 호세 카브레라       | 도미니카 공화국 | 3 (2004~2006)      | 70       | 136.1     | 5     | 7     | 31       | 0     | 592      | 123      | 12       | 65    | 114      | 12           | 64    | 59       | 2.78      | 0.427 |                             |
| 7  | 론 차바치           | 미국            | 1 (2005)           | 7        | 9         | 0     | 0     | 0        | 1     | 40       | 8        | 0        | 5     | 5        | 0            | 1     | 1        | 1.00      | -     | 퇴출                        |
| 8  | 넬슨 크루즈         | 도미니카 공화국 | 1 (2005)           | 15       | 81        | 7     | 4     | 0        | 0     | 346      | 69       | 6        | 29    | 50       | 8            | 33    | 27       | 3.00      | 0.636 |                             |
| 9  | 헤수스 산체스       | 도미니카 공화국 | 1 (2005)           | 14       | 65.2      | 4     | 4     | 0        | 0     | 298      | 72       | 11       | 36    | 51       | 4            | 46    | 45       | 6.17      | 0.500 | 퇴출                        |
| 10 | 제임스 세라노       | 미국            | 1 (2006)           | 13       | 63.1      | 2     | 3     | 0        | 0     | 269      | 50       | 5        | 26    | 58       | 7            | 31    | 29       | 4.19      | 0.400 | 퇴출                        |
| 11 | 케니 레이번         | 미국            | 2 (2007~2008)      | 58       | 318.1     | 22    | 11    | 0        | 0     | 1387     | 296      | 22       | 151   | 166      | 23           | 129   | 116      | 3.28      | 0.667 |                             |
| 12 | 마이크 로마노       | 미국            | 1 (2007)           | 32       | 146.1     | 12    | 4     | 0        | 0     | 651      | 158      | 9        | 67    | 81       | 5            | 72    | 60       | 3.69      | 0.750 |                             |
| 13 | 에스테반 얀         | 도미니카 공화국 | 1 (2008)           | 17       | 29.1      | 1     | 2     | 6        | 0     | 118      | 24       | 1        | 8     | 17       | 0            | 7     | 7        | 2.15      | 0.333 |                             |
| 14 | 케니 레이           | 미국            | 1 (2008)           | 5        | 20.1      | 1     | 2     | 0        | 0     | 98       | 26       | 1        | 15    | 11       | 0            | 15    | 15       | 6.64      | 0.333 | 퇴출                        |
| 15 | 다윈 쿠비얀         | 베네수엘라      | 1 (2008)           | 3        | 7         | 1     | 2     | 0        | 0     | 36       | 8        | 1        | 8     | 3        | 0            | 10    | 10       | 12.86     | 0.333 | 퇴출                        |
| 16 | 크리스 니코스키     | 미국            | 1 (2009)           | -        | -         | -     | -     | -        | -     | -        | -        | -        | -     | -        | -            | -     | -        | -         | -     | 퇴출                        |
| 17 | 마이크 존슨         | 캐나다          | 1 (2009)           | 2        | 1.1       | 0     | 0     | 0        | 0     | 10       | 3        | 0        | 3     | 2        | 1            | 2     | 2        | 13.50     | -     | 퇴출                        |
| 18 | 게리 글로버         | 미국            | 3 (2009~2011)      | 66       | 331.2     | 22    | 17    | 1        | 0     | 1416     | 315      | 35       | 117   | 297      | 16           | 168   | 146      | 3.96      | 0.564 |                             |
| 19 | 카도쿠라 켄         | 일본            | 2 (2009~2010)      | 58       | 279.2     | 22    | 11    | 0        | 1     | 1211     | 289      | 33       | 105   | 241      | 13           | 143   | 125      | 4.11      | 0.667 |                             |
| 20 | 짐 매그레인         | 미국            | 1 (2011)           | 16       | 53.2      | 2     | 6     | 0        | 0     | 235      | 63       | 9        | 19    | 38       | 4            | 32    | 32       | 5.37      | 0.250 | 퇴출                        |
| 21 | 브라이언 고든       | 미국            | 1 (2011)           | 14       | 75.2      | 6     | 4     | 0        | 0     | 315      | 68       | 3        | 20    | 70       | 4            | 34    | 32       | 3.81      | 0.600 |                             |
| 22 | 아킬리노 로페스     | 도미니카 공화국 | 1 (2012)           | 5        | 28        | 3     | 2     | 0        | 0     | 110      | 26       | 3        | 3     | 13       | 1            | 13    | 12       | 3.89      | 0.600 | 퇴출                        |
| 23 | 마리오 산티아고     | 푸에르토리코    | 1 (2012)           | 18       | 95.1      | 6     | 3     | 0        | 0     | 401      | 88       | 6        | 39    | 49       | 5            | 38    | 36       | 3.40      | 0.667 |                             |
| 24 | 데이브 부시         | 미국            | 1 (2012)           | 17       | 81.1      | 4     | 6     | 0        | 0     | 356      | 80       | 8        | 31    | 45       | 8            | 45    | 40       | 4.43      | 0.400 |                             |
| 25 | 더그 슬래튼         | 미국            | 1 (2013)           | -        | -         | -     | -     | -        | -     | -        | -        | -        | -     | -        | -            | -     | -        | -         | -     | 계약 해지                   |
| 26 | 조조 레이예스       | 미국            | 2 (2013~2014)      | 43       | 251.1     | 10    | 20    | 0        | 0     | 1120     | 260      | 25       | 129   | 176      | 25           | 163   | 150      | 5.37      | 0.333 | 2014년 퇴출                 |
| 27 | 크리스 세든         | 미국            | 3 (2013,2015~2016) | 56       | 323.1     | 26    | 16    | 0        | 0     | 1382     | 322      | 34       | 118   | 270      | 17           | 159   | 140      | 3.90      | 0.619 | 2016년 퇴출                 |
| 28 | 로스 울프           | 미국            | 1 (2014)           | 23       | 85.1      | 2     | 2     | 4        | 0     | 364      | 88       | 10       | 27    | 41       | 6            | 48    | 46       | 4.85      | 0.500 | 퇴출                        |
| 29 | 트레비스 번와트     | 미국            | 2 (2014~2015)      | 23       | 123       | 14    | 4     | 0        | 0     | 527      | 126      | 11       | 39    | 106      | 7            | 56    | 52       | 3.87      | 0.778 | 2015년 퇴출                 |
| 30 | 메릴 켈리           | 미국            | 4 (2015~2018)      | 119      | 729.2     | 48    | 32    | 0        | 0     | 1621     | 749      | 65       | 242   | 641      | 12           | 341   | 313      | 3.86      | 0.600 | 타자수, 몸맞볼 수정요망     |
| 31 | 브라울리오 라라     | 도미니카 공화국 | 1 (2016)           | 17       | 48.1      | 2     | 6     | 0        | 1     | 232      | 66       | 5        | 30    | 40       | 1            | 46    | 36       | 6.70      | 0.250 |                             |

### 타자
| #  | 이름              | 국적            | 포 지 션 | 시즌                 | 경 기 수 | 타 수 | 안 타 | 2 루 타 | 3 루 타 | 홈 런 | 득 점 | 타 점 | 볼 넷 | 삼 진 | 도 루 | 실 책 | 타 율 | 장 타 율 | 출 루 율 | 주석 및 기타 |
| -- | ----------------- | --------------- | -------- | -------------------- | -------- | ----- | ----- | ------- | ------- | ----- | ----- | ----- | ----- | ----- | ----- | ----- | ----- | -------- | -------- | ------------ |
| 1  | 하비 풀리엄       | 미국            | 외야수   | 1 (2000)             | 91       | 288   | 77    | 13      | 1       | 16    | 46    | 55    | 27    | 55    | 2     | 27    | 0.267 | 0.486    | 0.340    |              |
| 2  | 틸슨 브리또       | 도미니카 공화국 | 유격수   | 3 (2000~2001, 2004)  | 327      | 1295  | 368   | 71      | 4       | 50    | 164   | 200   | 122   | 165   | 10    | 25    | 0.306 | 0.473    | 0.390    |              |
| 3  | 타이론 혼즈       | 미국            | 외야수   | 1 (2000)             | 23       | 82    | 26    | 6       | 1       | 1     | 8     | 10    | 14    | 7     | 0     | 1     | 0.317 | -        | -        | 퇴출         |
| 4  | 헨슬리 뮬렌       | 네덜란드        | 내야수   | 1 (2000)             | 14       | 46    | 9     | 0       | 0       | 1     | 5     | 3     | 18    | 6     | 2     | 3     | 0.196 | 0.261    | 0.296    | 퇴출         |
| 5  | 호세 에레라       | 도미니카 공화국 | 중견수   | 1 (2001)             | 103      | 481   | 142   | 27      | 1       | 15    | 61    | 63    | 24    | 53    | 15    | 4     | 0.340 | -        | -        |              |
| 6  | 호세 페르난데스   | 도미니카 공화국 | 3루수    | 1 (2002)             | 132      | 499   | 140   | 24      | 0       | 45    | 81    | 107   | 49    | 114   | 4     | 24    | 0.281 | 0.353    | 0.559    |              |
| 7  | 제프 잉글린       | 미국            | 외야수   | 1 (2002)             | 78       | 249   | 70    | 18      | 0       | 6     | 33    | 36    | 23    | 47    | 0     | 2     | 0.282 | 0.427    | 0.351    |              |
| 8  | 에디 디아스       | 베네수엘라      | 3루수    | 1 (2003)             | 112      | 439   | 125   | 26      | 0       | 22    | 56    | 63    | 33    | 47    | 5     | 11    | 0.285 | 0.494    | 0.344    |              |
| 9  | 캘빈 피커링       | 미국            | 1루수    | 1 (2006)             | 60       | 212   | 59    | 11      | 0       | 9     | 23    | 34    | 31    | 62    | 2     | 4     | 0.278 | 0.458    | 0.382    |              |
| 10 | 시오타니 가즈히코 | 일본            | 3루수    | 1 (2006)             | 23       | 91    | 27    | 4       | 0       | 3     | 15    | 19    | 7     | 12    | 0     | 4     | 0.297 | 0.440    | 0.350    | 퇴출         |
| 11 | 루크 스캇         | 미국            | 외야수   | 1 (2014)             | 33       | 105   | 28    | 7       | 0       | 6     | 17    | 17    | 20    | 18    | 0     | 0     | 0.267 | 0.505    | 0.392    | 퇴출         |
| 12 | 앤드루 브라운     | 미국            | 외야수   | 1 (2015)             | 137      | 464   | 121   | 21      | 2       | 28    | 76    | 82    | 66    | 127   | 5     | 3     | 0.261 | 0.496    | 0.360    |              |
| 13 | 헥터 고메즈       | 도미니카 공화국 | 2루수    | 1 (2016)             | 117      | 456   | 129   | 31      | 0       | 21    | 74    | 62    | 25    | 87    | 16    | 25    | 0.283 | 0.489    | 0.324    |              |
| 14 | 대니 워스         | 미국            | 유격수   | 1 (2017)             | 3        | 11    | 1     | 0       | 0       | 0     | 0     | 0     | 2     | 2     | 0     | 0     | 0.111 | 0.111    | 0.273    | 퇴출         |
| 15 | 제이미 로맥       | 캐나다          | 내야수   | 2(2017, 2018.04.09~) | 114      | 406   | 104   | 20      | 0       | 37    | 73    | 81    | 58    | 132   | 2     | 8     | 0.256 | 0.579    | 0.358    |              |

## 같이 보기
- SK 와이번스 연도별 선수 명단
- SK 와이번스의 한국 프로 야구상 수상자